# Instituto Tecnológico Superior de El Mante
El Instituto Tecnológico Superior de El Mante (ITSM), también conocido como el Tecnológico Nacional de México Campus El Mante o simplemente Tec Mante, es una institución educativa descentralizada, y a diferencia de otros campus del Tecnológico Nacional de México (TecNM), este instituto cuenta con la participación activa tanto del estado de Tamaulipas como del municipio de El Mante. Esta colaboración entre diferentes niveles de gobierno subraya la importancia de la institución en la región y su compromiso con el desarrollo educativo y tecnológico. Además, no solo destaca por su excelencia académica, sino también por su infraestructura moderna y sus instalaciones bien equipadas donde los estudiantes tienen acceso a laboratorios de última generación, bibliotecas, centros de investigación y espacios recreativos que enriquecen su experiencia educativa. Así, el instituto fomenta la participación en actividades extracurriculares, como clubes estudiantiles, eventos culturales y deportivos, que contribuyen al desarrollo integral de los alumnos.

## Historia
El Instituto Tecnológico Superior de El Mante (ITSM) comenzó sus operaciones el 25 de agosto de 2008 y desde su fundación ha desempeñado un papel crucial en la formación de profesionales altamente capacitados en diversas áreas del conocimiento. La oferta educativa del instituto incluye carreras en ingeniería, tecnología y ciencias aplicadas, entre otras. Estos programas están diseñados para proporcionar a los estudiantes las habilidades y conocimientos necesarios para enfrentar los desafíos del mundo moderno y contribuir al desarrollo económico y social de la región. Desde el primer día de su inauguración, el instituto inició sus actividades académicas, marcando un hito como el primer instituto descentralizado en el estado de Tamaulipas. Este logro fue posible gracias al apoyo del Honorable Ayuntamiento del municipio, que proporcionó un terreno de 20 hectáreas para la construcción del primer edificio del Tecnológico de El Mante, destinado a servir a la región cañera de Tamaulipas. En sus inicios, el ITSM contaba con seis grupos de estudiantes, distribuidos equitativamente entre las dos carreras ofrecidas: tres grupos en Ingeniería Industrial y tres en Ingeniería en Sistemas Computacionales. Esta estructura inicial sentó las bases para el crecimiento y la expansión del instituto en los años siguientes.
En 2009, el ITSM amplió su oferta educativa con la incorporación de la carrera de Ingeniería en Gestión Empresarial. Esta nueva carrera respondió a la necesidad de formar profesionales capacitados para enfrentar los desafíos del mundo empresarial y contribuir al desarrollo económico de la región. La inclusión de este programa académico reflejó el compromiso del instituto con la diversificación y la calidad educativa.
Para seguir fortaleciendo su impacto en la región, en 2013 el ITSM, en colaboración con el gobierno del estado, introdujo la carrera de Innovación Agrícola Sustentable. Este programa fue diseñado para generar competitividad en el sector agrario de la región, promoviendo prácticas agrícolas sostenibles e innovadoras. La creación de esta carrera subrayó la importancia del instituto en el desarrollo agrícola y su papel en la formación de profesionales que puedan contribuir al progreso y la sostenibilidad del sector. La última carrera abierta en el ITS Mante es Ingeniería Química, buscando formar profesionistas que aporten sus capacidades a la industria azucarera local así como a las distintas industrias químicas y petroleras en el sur de Tamaulipas. 
A lo largo de los años, el ITSM ha continuado creciendo y evolucionando, adaptándose a las necesidades cambiantes de la sociedad y del mercado laboral. La institución ha desarrollado una infraestructura moderna y bien equipada, que incluye laboratorios, bibliotecas y espacios recreativos, proporcionando a los estudiantes un entorno propicio para el aprendizaje y el desarrollo personal.

## Infraestructura

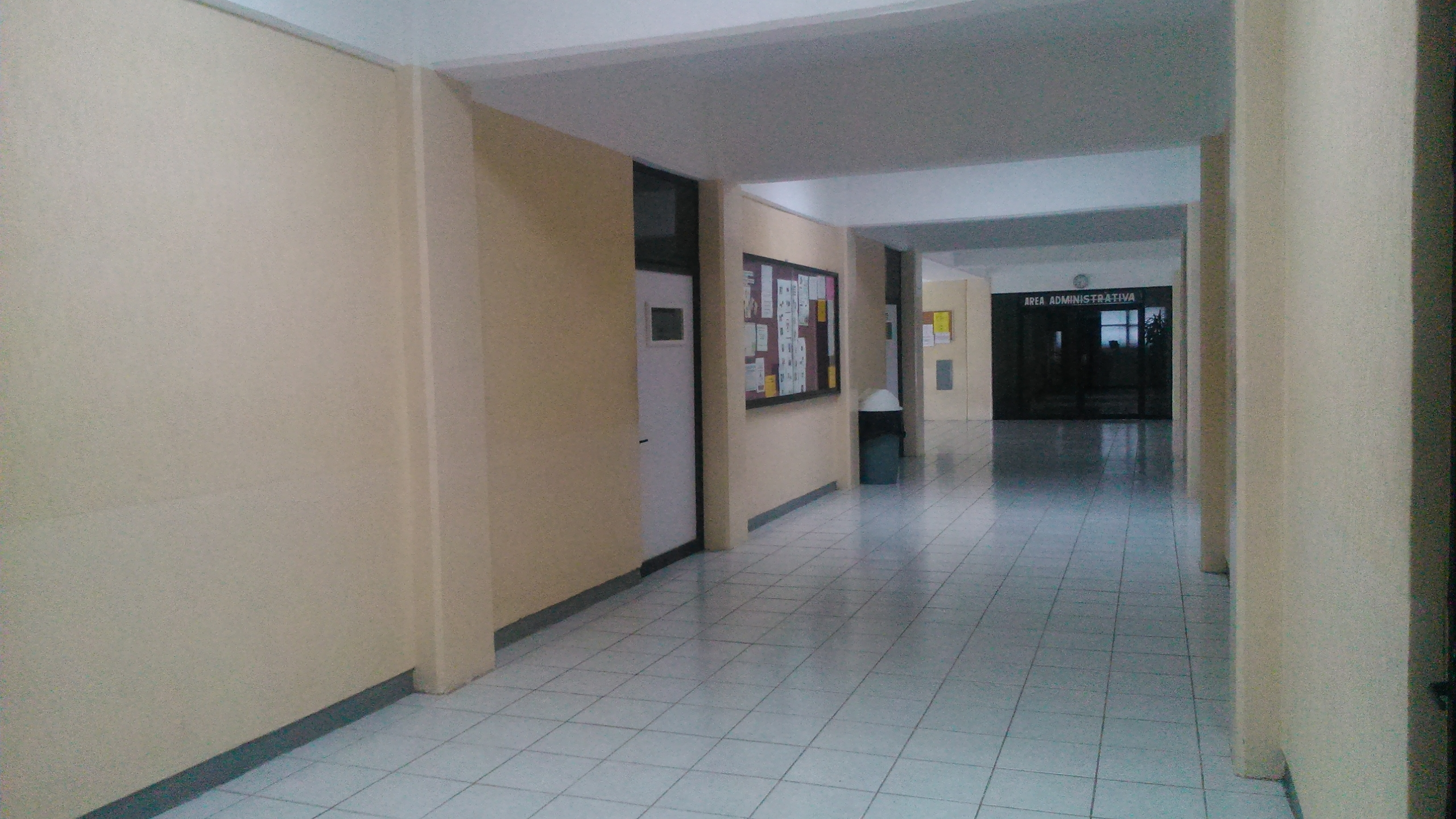
Primer edificio

En sus inicios, la institución no disponía de un edificio propio, por lo que los estudiantes fueron alojados temporalmente en las instalaciones de la Secundaria Técnica #2, situada en el centro de la ciudad. Esta solución provisional se mantuvo mientras se construía el edificio en el terreno proporcionado por el H. Ayuntamiento del municipio. No fue hasta el año 2010 que se completó la construcción del nuevo edificio, siendo un hito significativo para la institución, marcando el comienzo de una nueva era en su desarrollo. La transición de las instalaciones temporales a un campus propio les permitió ofrecer un entorno educativo más estable y adecuado, mejorando la experiencia académica y personal de los estudiantes. La ubicación del nuevo campus, con sus modernas instalaciones, ha sido fundamental para atraer a más estudiantes y ofrecer una educación de calidad. En términos generales, el instituto ahora cuenta con un amplio estacionamiento, una cafetería al aire libre, canchas deportivas y una papelería, ofreciendo un entorno adecuado y bien equipado para la comunidad estudiantil.
En el segundo cuatrimestre de 2013, se inició la construcción de un segundo edificio, con una inversión aproximada de más de 15 millones de pesos. Este nuevo edificio fue otro paso importante en la evolución de la institución. Con la adición de nuevas aulas y laboratorios, el instituto ha podido ampliar su oferta académica y mejorar la calidad de la enseñanza. La sala audiovisual y las oficinas administrativas también han mejorado la infraestructura del campus, facilitando una gestión más eficiente y proporcionando recursos adicionales para el aprendizaje y la investigación. A este edificio en 2025 se le agregó una segunda parte a la segunda planta, en la cual se incluyen dos centros de cómputo, cuatro aulas para 30 estudiantes, cubículos para asesorías y una sala de juntas. Esta expansión refleja el crecimiento continuo de la institución y su compromiso con la mejora de las instalaciones y recursos disponibles para los estudiantes y el personal.

## Oferta educativa
La oferta académica incluye diversas carreras en ingeniería, tecnología y ciencias aplicadas, entre otras, todas orientadas a proporcionar a los estudiantes las habilidades y conocimientos necesarios para enfrentar los desafíos del mundo moderno. Además, los programas están alineados con las necesidades del mercado laboral actual.
- Ingeniería en Gestión Empresarial[15]
- Ingeniería en Innovación Agrícola Sustentable[16]
- Ingeniería en Sistemas Computacionales[17]
- Ingeniería Industrial[18][19]
- Ingeniería Química[20][21]